# Coyote (sistema di assistenza alla guida)
```
Coyote
 è un sistema europeo di segnalazione e localizzazione di 
autovelox
, ingorghi stradali, incidenti e imprevisti per mezzo di scambi di informazioni inserite dagli utenti, grazie all'utilizzo congiunto della tecnologia 
GPS
 e delle reti 
GSM
.
```

## Storia
Il sistema è gestito dall'omonima società francese, fondata nel 2002 da Fabien Pierlot. Dopo la nascita e l'espansione in Francia, negli anni a venire la società ha aperto diverse sedi in Belgio, Germania, Polonia, Spagna e Italia, Paesi Bassi, Regno Unito, Repubblica Ceca e Lussemburgo.

## Controversie legali
Nel novembre del 2009 il tribunale di Lilla ha condannato la Coyote System al pagamento di € 75 000 al concorrente francese GPS Prevent per violazione di copyright. La corte francese ha sentenziato la colpevolezza della Coyote System in quanto responsabile tra il 2006 e il 2007 di aver copiato un database di autovelox creato dalla GPS Prevent e di averlo rivenduto a sua volta ad una terza parte che è stata trovata completamente non responsabile della violazione. Determinante per provare la colpevolezza della Coyote System è stata la presenza nel database in mano alla terza parte di un'impronta antifrode costituita dalle coordinate di tre false postazioni di autovelox inseriti nei database della GPS Prevent.